# Gespräch mit einem Vampir
Der Roman Gespräch mit einem Vampir (Originaltitel: Interview with the Vampire) wurde 1973 von der amerikanischen Autorin Anne Rice geschrieben und erstmals 1976 veröffentlicht. Es ist das erste Buch aus der Chronik der Vampire und thematisiert das Leben des Vampirs Louis. Die auf die Hauptrollen ausgeweiteten Nebendarsteller in diesem Werk erweisen sich im Verlauf der geschichtlichen Chronik als immer wiederkehrende Figuren.

## Handlung

### Erster Teil
Im San Francisco des 20. Jahrhunderts spricht ein junger Mann, der im Roman nur als „der Junge“ bezeichnet wird, und dessen Name Daniel Molloy erst in Die Königin der Verdammten bekannt werden wird, den Vampir Louis in einer Bar an und macht ein Interview mit ihm. 
Louis kam mit seiner Familie aus Frankreich nach Louisiana, um in der Nähe von New Orleans am Mississippi eine Indigoplantage einzurichten. Eines Nachts im Jahr 1791 wird er von einem Vampir angegriffen, der ihm beinahe das gesamte Blut aussaugt und Louis in derselben Nacht ein zweites Mal aufsucht, um ihn mit dessen Einverständnis zu einem Vampir zu machen.
Danach leben Louis und Lestat mit dessen Vater zusammen im Haus der Plantage, bis der Argwohn der Sklaven 1795 wächst und sie sich gegen sie auflehnen. In New Orleans entdecken sie ein kleines, fünf Jahre altes Mädchen in einem Zimmer neben dem verwesten Körper ihrer Mutter und machen sie zu ihrer Vampir-Tochter. Nach 65 Jahren des Zusammenlebens wollen Claudia und Louis Lestat verlassen. Claudia versucht jedoch Lestat zu töten, was allerdings misslingt, und beide fliehen nach Europa.

### Zweiter Teil
Nun hoffen sie, in Osteuropa die Fragen klären zu können, auf die Lestat nie antworten wollte. Hier treffen sie den ersten Vampir, der sich jedoch als eine vernunftlose Kreatur herausstellt. Die gleiche Erfahrung müssen sie dann auch in den übrigen Dörfern machen. 

### Dritter Teil
Nach der Enttäuschung zieht es Claudia und Louis nach Paris, wo sie sich im Hôtel Saint Gabriel einquartieren. Hier begegnet er erstmals anderen Vampiren und erhält eine Einladung zum Théâtre des Vampires am Boulevard du Temple.
Hier reden sie mit dem Vampir Armand, der Louis offenbart, dass er jemanden braucht, der ihm das Zeitalter, in dem er lebt, erklärt und verständlich macht, da er sonst verloren wäre. In ihrem Hotel werden die drei von Armands Gruppe angegriffen und in das Theater gebracht, wo sie nach Jahren wieder Lestat erblicken, der Louis als seinen Gefährten zurückhaben will. Dieser wird jedoch in einen Sarg gesperrt und erst später von Armand befreit. Derweil wurden Claudia und ihre Freundin Madeleine von den Vampiren umgebracht. Nachdem er das Theater niedergebrannt hat, verlässt Louis zusammen mit Armand Paris.

### Vierter Teil
In New Orleans des frühen 20. Jahrhunderts trifft Louis Lestat wieder, der zu einer armseligen Erscheinung geworden war. Trotz des Flehens verlässt Louis ihn und kehrt wieder zu Armand zurück, von dem er sich aber auch emotional entfernt hat. Louis wird zum Einzelgänger und verlässt die Stadt, um der Erinnerung zu entfliehen.
Louis beendet hier seine Geschichte. Der Junge, der seine Erzählungen fasziniert verfolgt hat, bittet nun Louis, ihn ebenfalls zu einem Vampir zu machen, was dieser jedoch ablehnt und daraufhin den Jungen angreift. Dieser erwacht am nächsten Morgen in dem Zimmer, notiert sich die Adresse von Lestats Versteck, packt sein Tonbandgerät ein und verschwindet.

## Aufbau
Der Roman enthält Elemente eines Reise-, Abenteuer- und Entwicklungsromans. Zu Beginn der Geschichte widerfährt dem Protagonisten eine sowohl innerliche als auch äußere Veränderung, nämlich die Verwandlung in einen Vampir, wodurch er aus seinem alltäglichen Umfeld entfremdet wird und diese Aufgabe bewältigen muss. Damit im Zusammenhang steht der Reisecharakter des Romans, der erst im zweiten Teil beginnt und sich bis zum Ende des Werkes fortsetzt. Prägnant ist hierbei die Suche nach Antworten über die Vampire, die die Reise motiviert, aber während der ersten Etappe (Reise nach Osteuropa) nicht realisiert werden kann. Erst der zweite Abschnitt der Reise (Aufenthalt in Paris) kann die Suche beenden, obwohl die Intention der Reise nicht vollkommen verwirklicht wird, da auch hier die ersehnten Antworten nicht gegeben werden. Während der Handlung lässt sich des Weiteren eine Entwicklung des Protagonisten nachvollziehen. Louis ist zum Beginn des Romans in einem selbstzerstörerischen Prozess gefangen, den er selbst als „[…] Wunsch nach Selbstvernichtung, […] Verlangen nach totaler Verdammung“ (S. 21) beschreibt. Weiterhin führt seine neue Existenzform zu einem Zusammenbrechen seiner moralischen Wertvorstellung. Diese fügt sich erst im Laufe der Handlung wieder zusammen, indem er in einem fortwährenden Erkenntnisprozess lernt, seine Person und die damit zusammenhängenden Bedürfnisse zu akzeptieren. 
Das Tempo der Handlung wird durch einige Spannungsfrequenzen und -höhepunkte (Aufstand der Sklaven, versuchter Mord an Lestat und die Tötung von Claudia) gesteigert, wobei dann auf diese Abschnitte eine längere Erzählphase folgt. Die Spannung erreicht ihren Höhepunkt während der Einsperrung von Louis (vgl. S. 257) und fällt daraufhin kontinuierlich ab, wodurch der Übergang zur Gegenwart und somit zum Interview in Louis’ Zimmer ebenmäßig verläuft.

## Hintergrund
Der Roman basiert auf einer Kurzgeschichte, die Rice in den 60er Jahren geschrieben und 1973 auf einen Roman ausgedehnt hatte. Ursprünglich war er auch als Einzelwerk gedacht und wurde erst aufgrund des Erfolgs mit Der Fürst der Finsternis 1985 fortgesetzt, wodurch letztendlich eine Chronik entstand. Erst in den späteren Bänden erhalten Louis und Lestat die Namen Louis de Pointe du Lac und Lestat de Lioncourt, im ersten Roman werden beide nur mit ihren Vornamen benannt. 
Die Darstellung der Vampire und deren Eigenschaften erfolgt größtenteils in Anlehnung an die übrigen Vampirromane, die Bram Stokers Dracula geprägt hatte. So schlafen die Vampire der Chronik ebenfalls in Särgen, trinken Menschenblut, haben ein Aussehen, das sie von den Menschen unterscheidet und meiden die Sonne. Außerdem wird, eher geprägt durch Vampirromane der Romantik, ihnen ein sinnlicher Aspekt zugeschrieben, der sich besonders im Trinken von Blut, was als Ekstase beschrieben wird (vgl. S. 73), zeigt. Allerdings fügte Rice auch neue Elemente hinzu, wie die Unempfindlichkeit gegenüber Kreuzen, Knoblauch und Pfählen.

## Deutung
Der Roman entstand kurz nach dem Tod von Rices Tochter 1972 und ist auch dadurch von dem Anliegen geprägt, einen neuen Lebensabschnitt (bei Louis ist es die Verwandlung in einen Vampir), akzeptieren zu lernen. Dieser Entwicklungscharakter des Romans wurde bereits erläutert. Die Intention hierbei war es, anhand der Entfaltung des Protagonisten einen lebensbejahenden Entwurf herzustellen und somit auch den Prozess einer Selbstakzeptanz darzustellen.
Weiterhin beschäftigt sich die Autorin in einem langen Dialog zwischen Louis und Armand (vgl. S. 206–211) und in kürzeren Passagen des Werkes mit der stereotypen Betrachtungsweise des Bösen. Besonders Armand trägt dazu bei, Louis verständlich zu machen, dass das Böse nie absolut sein kann und immer in verschiedenen Ausprägungen vorhanden ist sowie, dass sowohl der Ursprung als auch das Resultat von dem was die Gesellschaft als Böse empfindet nur anhand der eigenen persönlichen Moral- und Glaubensvorstellungen geprüft werden kann. Dadurch wird dem Protagonisten Selbstverantwortlichkeit für sein Handeln auferlegt, das frei von gesellschaftlichen und religiösen Normen sein soll.
Verglichen mit späteren nachfolgenden Bänden hat der Vampirismus im ersten Band etwas sehr Tristes, Unheilschwangeres und Schwermütiges. Lebensschmerz, Verzweiflung und Gefühlskälte bestimmen die Atmosphäre. Dies kommt zwar auch in späteren Verlauf bei einigen Figuren vor, jedoch nicht in so einer depressiven Schwere. Lestat ist hier ein sehr zynischer, sadistischer und unmoralischer Antagonist, später bekommt er mehr positive und humorvolle Züge. Dies wird dadurch erklärt, dass er zu dem Zeitpunkt „ein Leben lebt“, mit allen dazugehörigen Konsequenzen.

## Erzählsituation und Zeitebene
Der Roman ist in der Perspektive des Ich-Erzählers verfasst, dessen Rolle der Vampir Louis einnimmt: „‚Ich verstehe …‘, sagte der Vampir nachdenklich und ging […]“ (S. 9). Durch diese Erzählsituation wird ein Identitätsgefühl des Rezipienten mit dem Erzähler erzeugt und lässt ihn direkt am Geschehen teilhaben. Der Erzähler beschreibt das Geschehene hierbei jedoch aus einem zeitlichen Abstand, nämlich von beinahe 200 Jahren, wodurch dieser als reifer und erfahrener als sein „erlebendes Ich“ ist. Besonders hinsichtlich seiner Eindrücke gegenüber Lestat kommt Louis zu einem durchdachten Urteil: „‚Vampir sein bedeutete für ihn Rache, Rache am Leben selbst‘“ (S. 47). 
Louis erzählt seine Geschichte auf der Zeitebene seiner Gegenwart im Jahr 1975. Innerhalb seiner Vergangenheitserzählung, die von 1791 bis ins frühe 20. Jahrhundert reicht, kommt es, im Gegensatz zu den späteren Romanen, zu keiner Rückblende (Analepse), wodurch die Handlung wiederum zeitlich linear verläuft.

## Historische Bezüge
Obwohl es sich hierbei auch um einen historischen Roman handelt, werden nur wenige Bezüge zur Vergangenheit hergestellt. Die städtische Beschreibung von New Orleans (vgl. S. 69 ff. und 183) und Paris (vgl. S. 184 f.) sowie Bezüge zu damaligen Ereignissen sind im historischen Kontext daher relativ selten. Jedoch entspricht der Standort des  Théâtre des Vampires am Boulevard du Temple (vgl. S. 193) der damaligen Bedeutung des Platzes als Ort der Unterhaltungstheater. 

## Filmische Umsetzung und Serienadaption
Das Buch wurde 1994 verfilmt (deutscher Titel: Interview mit einem Vampir), in dem Brad Pitt (Louis), Tom Cruise (Lestat) und Kirsten Dunst (Claudia) die Hauptrollen spielen.
Im Oktober 2022 lief eine US-amerikanische Serie (Titel: Interview with the Vampire) an, in denen Sam Reid (Lestat) und Jacob Anderson (Louis) die tragenden Rollen übernehmen. Die Umsetzung erfolgte durch den Drehbuchautor Rolin Jones.

## Textausgaben
- Interview with the Vampire. New York : Alfred A. Knopf, 1976. (Originalausgabe)
- Gespräch mit einem Vampir. Aus dem Amerikanischen von Karl Berisch und C.P. Hofmann. Goldmann 2004. ISBN 3-442-45791-2
- Interview mit einem Vampir. Überarbeitete Übersetzung von Karl Berisch und C.P. Hofmann. Blanvalet, München 2021, ISBN 978-3-7341-1067-2